# XVe législature de la Cinquième République française
La XVe législature de la Cinquième République française est un cycle parlementaire français qui s'ouvre le 21 juin 2017, à la suite des élections législatives de 2017. Le parti du président Emmanuel Macron, La République en marche, détient la majorité des députés élus à l'Assemblée nationale, avec les groupes La République en marche, Mouvement démocrate et apparentés et Agir ensemble.

## Composition de l'exécutif

### Président de la République
Lors de l’ouverture de la XVe législature, le 27 juin 2017, Emmanuel Macron est président de la République depuis 38 jours.

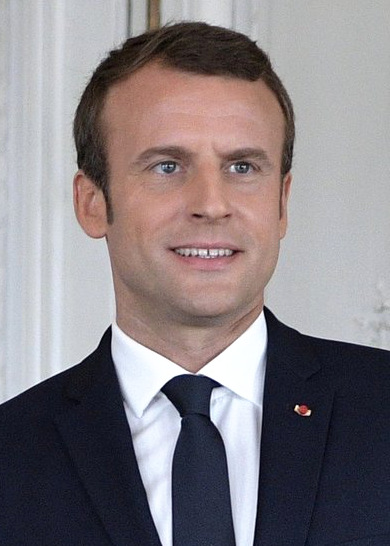
Emmanuel Macron, président de la République depuis le 14 mai 2017.

### Premiers ministres et gouvernements successifs
Édouard Philippe est reconduit à la tête du gouvernement le 19 juin 2017 par Emmanuel Macron à la suite de la victoire de La République en marche aux élections législatives.
Après sa démission le 3 juillet 2020, il est remplacé par Jean Castex, qui reste Premier ministre jusqu'à la réélection d'Emmanuel Macron.
Le 16 mai 2022, Élisabeth Borne est nommée Première ministre.
| Premier ministre | Premier ministre | Premier ministre | Parti                                           | Dates (Durée)                                            | Gouvernement | Composition                                      | Composition |
| ---------------- | ---------------- | ---------------- | ----------------------------------------------- | -------------------------------------------------------- | ------------ | ------------------------------------------------ | ----------- |
|                  |                  | Édouard Philippe | Divers droite                                   | 19 juin 2017 - 3 juillet 2020 (3 ans et 14 jours)        | Philippe II  | LREM - MoDem - MR - PÉ - Agir - TDP - EC         |             |
|                  |                  | Jean Castex      | Divers droite                                   | 6 juillet 2020 - 16 mai 2022 (1 an, 10 mois et 10 jours) | Castex       | LREM - MoDem - MR - PÉ - Agir - TDP - EC         |             |
|                  |                  | Élisabeth Borne  | La République en marche, Territoires de progrès | 20 mai 2022 - 9 janvier 2024 (1 an, 7 mois et 20 jours)  | Borne        | LREM - PRV - TdP - MoDem - HOR - Agir (Ensemble) |             |

## Composition de l'Assemblée nationale

Composition de la XVe législature par étiquette politique :
La France insoumise : 17 sièges
Parti communiste français : 10 sièges
Parti socialiste : 30 sièges
Divers gauche : 12 sièges
Parti radical de gauche : 3 sièges
Europe Écologie Les Verts : 1 siège
Régionalistes : 5 sièges
Divers : 3 sièges
Mouvement démocrate : 42 sièges
La République en marche : 308 sièges
Union des démocrates et indépendants : 18 sièges
Les Républicains : 112 sièges
Divers droite : 6 sièges
Debout la France : 1 siège
Rassemblement national : 8 sièges
Extrême droite : 1 siège

Parmi les 577 députés, on dénombre 224 femmes. La proportion de femmes parmi les députés de cette législature est ainsi supérieure de presque douze points de pourcentage à celle de la précédente législature (38,8 % contre 26,9 %). Il s'agit en outre de la proportion la plus importante de la Ve République.
Pour la première fois sous la Ve République, aucun ouvrier n'est élu député.

### Résultats des élections législatives de 2017
| 59 62 02 60 80 27 76 75 91 92 93 77 94 95 78 08 10 51 52 54 55 57 88 67 68 25 39 70 90 21 58 71 89 18 28 36 37 41 45 44 49 53 72 85 22 29 35 56 14 50 61 16 17 79 86 19 23 87 03 15 43 63 01 07 26 38 42 69 73 74 24 33 40 47 64 09 12 31 32 46 65 81 82 11 30 34 48 66 04 05 06 13 83 84 2A 2B Guyane · (973) Guadeloupe · (971) Martinique · (972) Mayotte · (976) La Réunion · (974) Français établis · hors de France St-Barth · St-Martin St-Pierre-et · Miquelon Polynésie · française Nouvelle- · Calédonie Wallis-et- · Futuna |

### Composition initiale
France 24 décompte 35 députés (sur 551, hors élus de l'Outre-mer, soit 6,35 %) issus de la diversité (élus dont au moins un des parents était issu de l'immigration non européenne ou originaire des DOM-TOM) contre 10 en 2012. Le groupe où elle est le plus représentée est le groupe socialiste (4 élus, 11,7 %); viennent ensuite le MoDem (4 élus, 9,75 %), LREM (23 élus, 7,7 %), La France insoumise (1 élu, 5,8 %), l'UDI (1 élu, 5,5 %) puis avec aucun élu extra-européen d'origine Les Républicains, le FN et le PCF. Toutefois, le Cevipof note que si REM présentait 50,7 % de candidates, 68,6%  des candidats étaient issus de catégories sociales supérieures (87 enseignants ou dirigeants d'établissements scolaires, 42 exerçant une profession médicale, 17 ingénieurs, 28 avocats...).

#### Renouvellement général
Sur les 577 députés de la XVe législature :
- 147 étaient déjà parlementaires au moment de leur élection et 26 l'ont été par le passé ;
- 17 ont exercé des fonctions ministérielles, Manuel Valls est le seul ancien Premier ministre de l'hémicycle ;
- 67 étaient conseillers régionaux au moment de leur élection et 65 l'ont été par le passé ;
- 75 étaient conseillers départementaux au moment de leur élection et 64 l'ont été par le passé ;
- 279 étaient conseillers municipaux au moment de leur élection et 86 l'ont été par le passé ;
- 189 n'avaient jamais été élus avant d'être députés de la XVe législature, parmi eux 59 ont été collaborateurs d'élus.

#### La République en marche
Les 308 députés de la République en marche se répartissent comme suit :
- 28 députés sortants :
  - 1 député (DVG), Hervé Pellois ;
  - 1 ancien ministre et député (LR), Bruno Le Maire, nommé aux gouvernements Philippe I, II et Castex;
  - 2 députés (PE), Barbara Pompili et François de Rugy ;
  - 3 députés (PRG), Joël Giraud, Jacques Krabal et Alain Tourret ;
  - 21 députés (PS) sortants ;
- 1 ancien député (UDF), Jean-Pierre Pont, précédemment député entre 1993 et 1997 ;
- des élus ou anciens élus accédant pour la première fois à la députation nationale :
  - 12 de l'Union des démocrates et indépendants ;
  - 9 du Mouvement démocrate, sous les couleurs de La République en marche ;
  - 7 divers gauche ;
  - 4 du parti Les Républicains ;
  - 7 divers droite ;
  - 4 écologistes ;
  - 3 du Parti radical de gauche ;
  - 42 du Parti socialiste ;
  - 23 élus locaux, sans étiquette ;
- des citoyens élus pour la première fois, mais dont l'appartenance partisane était connue, soit qu'ils aient été candidats malheureux, soient qu'ils aient œuvré avec des élus :
  - 2 sympathisants du MoDem ;
  - 4 sympathisants de l'UDI ;
  - 8 sympathisants de mouvements divers gauche ;
  - 6 sympathisants de LR ;
  - 6 sympathisants de mouvements divers droite ;
  - 1 écologiste ;
  - 1 sympathisant des radicaux de gauche ;
  - 25 sympathisants du Parti socialiste ;
- 116 nouveaux députés n'ayant eu aucun engagement politique connu et dont le ralliement au mouvement La République en marche constitue la première démarche partisane connue.

### Modifications à la composition de l'Assemblée
Conformément au principe constitutionnel de séparation des pouvoirs, les députés nommés au gouvernement laissent leur siège à l'Assemblée à leur suppléant un mois après leur nomination ministérielle. De même, lorsqu'ils quittent leurs fonctions gouvernementales, ils retrouvent leur siège au palais Bourbon un mois plus tard.
La composition de l'Assemblée est également modifiée par des élections législatives partielles consécutives à des annulations d'élections par le conseil constitutionnel ou à des démissions de députés.
Ainsi, depuis le début de la législature, vingt élections législatives partielles ont eu lieu.
| #  | Dates de l’élection          | Circonscription                        | Député élu lors des élections législatives de 2017 | Parti | Parti | Groupe | Député élu ou réélu lors de l'élection partielle | Parti | Parti | Groupe | Raison de la tenue d'une élection partielle                                              |
| -- | ---------------------------- | -------------------------------------- | -------------------------------------------------- | ----- | ----- | ------ | ------------------------------------------------ | ----- | ----- | ------ | ---------------------------------------------------------------------------------------- |
| 1  | 28 janvier et 4 février 2018 | 1re du Val-d'Oise                      | Isabelle Muller-Quoy                               |       | LREM  | LREM   | Antoine Savignat                                 |       | LR    | LR     | Élections de juin 2017 invalidées par le Conseil constitutionnel,                        |
| 2  | 28 janvier et 4 février 2018 | 1re du Territoire de Belfort           | Ian Boucard                                        |       | LR    | LR     | Ian Boucard                                      |       | LR    | LR     | Élections de juin 2017 invalidées par le Conseil constitutionnel,                        |
| 3  | 4 et 11 mars 2018            | 2e de la Guyane                        | Lénaïck Adam                                       |       | LREM  | LREM   | Lénaïck Adam                                     |       | LREM  | LREM   | Élections de juin 2017 invalidées par le Conseil constitutionnel,                        |
| 4  | 11 et 18 mars 2018           | 8e de la Haute-Garonne                 | Joël Aviragnet                                     |       | PS    | NG     | Joël Aviragnet                                   |       | PS    | NG     | Élections de juin 2017 invalidées par le Conseil constitutionnel,                        |
| 5  | 18 et 25 mars 2018           | 4e du Loiret                           | Jean-Pierre Door                                   |       | LR    | LR     | Jean-Pierre Door                                 |       | LR    | LR     | Élections de juin 2017 invalidées par le Conseil constitutionnel,                        |
| 6  | 18 et 25 mars 2018           | 1re de Mayotte                         | Ramlati Ali                                        |       | DVG   | LREM   | Ramlati Ali                                      |       | DVG   | LREM   | Élections de juin 2017 invalidées par le Conseil constitutionnel,                        |
| 7  | 8 et 22 avril 2018           | 5e des Français établis hors de France | Samantha Cazebonne                                 |       | LREM  | LREM   | Samantha Cazebonne                               |       | LREM  | LREM   | Élections de juin 2017 invalidées par le Conseil constitutionnel,                        |
| 8  | 15 avril 2018                | Wallis-et-Futuna                       | Napole Polutele                                    |       | DVG   | UAI    | Sylvain Brial                                    |       | DVD   | NI     | Élections de juin 2017 invalidées par le Conseil constitutionnel,                        |
| 9  | 23 et 30 septembre 2018      | 7e de La Réunion                       | Thierry Robert                                     |       | MoDem | MoDem  | Jean-Luc Poudroux                                |       | DVD   | LR     | Député déclaré inéligible et démissionnaire d'office par le Conseil constitutionnel      |
| 10 | 18 et 25 novembre 2018       | 1re de l'Essonne                       | Manuel Valls                                       |       | DVG   | LREM-A | Francis Chouat                                   |       | DVG   | LREM-A | Député ayant annoncé sa démission pour se consacrer à sa campagne municipale à Barcelone |
| 11 | 20 et 27 septembre 2020      | 5e de la Seine-Maritime                | Christophe Bouillon                                |       | PS    | SOC    | Gérard Leseul                                    |       | PS    | SOC    | Double démission pour cumul des mandats                                                  |
| 11 | 20 et 27 septembre 2020      | 5e de la Seine-Maritime                | Bastien Coriton (suppléant)                        |       | PS    | NI     | Gérard Leseul                                    |       | PS    | SOC    | Double démission pour cumul des mandats                                                  |
| 12 | 20 et 27 septembre 2020      | 9e du Val-de-Marne                     | Luc Carvounas                                      |       | PS    | SOC    | Isabelle Santiago                                |       | PS    | SOC    | Député démissionnaire pour cumul des mandats, suppléante démissionnaire                  |
| 12 | 20 et 27 septembre 2020      | 9e du Val-de-Marne                     | Sarah Taillebois (suppléante)                      |       | PS    | NI     | Isabelle Santiago                                |       | PS    | SOC    | Député démissionnaire pour cumul des mandats, suppléante démissionnaire                  |
| 13 | 20 et 27 septembre 2020      | 11e des Yvelines                       | Nadia Hai                                          |       | LREM  | LREM   | Philippe Benassaya                               |       | LR    | LR     | Démission après nomination au gouvernement                                               |
| 14 | 20 et 27 septembre 2020      | 2e de La Réunion                       | Huguette Bello                                     |       | PLR   | GDR    | Karine Lebon                                     |       | PLR   | GDR    | Double démission pour cumul des mandats                                                  |
| 14 | 20 et 27 septembre 2020      | 2e de La Réunion                       | Olivier Hoarau (suppléant)                         |       | PLR   | NI     | Karine Lebon                                     |       | PLR   | GDR    | Double démission pour cumul des mandats                                                  |
| 15 | 20 et 27 septembre 2020      | 1re du Haut-Rhin                       | Éric Straumann                                     |       | LR    | LR     | Yves Hemedinger                                  |       | LR    | LR     | Double démission pour cumul des mandats                                                  |
| 15 | 20 et 27 septembre 2020      | 1re du Haut-Rhin                       | Brigitte Klinkert (suppléante)                     |       | DVD   | NI     | Yves Hemedinger                                  |       | LR    | LR     | Double démission pour cumul des mandats                                                  |
| 16 | 20 et 27 septembre 2020      | 3e de Maine-et-Loire                   | Jean-Charles Taugourdeau                           |       | LR    | LR     | Anne-Laure Blin                                  |       | LR    | LR     | Double démission pour cumul des mandats                                                  |
| 16 | 20 et 27 septembre 2020      | 3e de Maine-et-Loire                   | Élisabeth Marquet (suppléante)                     |       | LR    | NI     | Anne-Laure Blin                                  |       | LR    | LR     | Double démission pour cumul des mandats                                                  |
| 17 | 30 mai et 6 juin 2021        | 6e du Pas-de-Calais                    | Brigitte Bourguignon                               |       | LREM  | LREM   | Brigitte Bourguignon                             |       | LREM  | LREM   | Nomination comme membre du gouvernement et démission du suppléant pour cumul des mandats |
| 17 | 30 mai et 6 juin 2021        | 6e du Pas-de-Calais                    | Ludovic Loquet (suppléant)                         |       | LREM  | NI     | Christophe Leclercq (suppléant)                  |       | LREM  | LREM   | Nomination comme membre du gouvernement et démission du suppléant pour cumul des mandats |
| 18 | 30 mai et 6 juin 2021        | 15e de Paris                           | George Pau-Langevin                                |       | PS    | SOC    | Lamia El Aaraje                                  |       | PS    | SOC    | Nommée adjointe à la Défenseur des droits                                                |
| 19 | 30 mai et 6 juin 2021        | 3e d'Indre-et-Loire                    | Sophie Auconie                                     |       | UDI   | UDI    | Sophie Métadier                                  |       | UDI   | UDI    | Démission pour raison de santé                                                           |
| 20 | 30 mai et 6 juin 2021        | 1re de l'Oise                          | Olivier Dassault                                   |       | LR    | LR     | Victor Habert-Dassault                           |       | LR    | LR     | Décès                                                                                    |

### Taux de présence
Le 21 décembre 2017, à la veille de la suspension des travaux pour les fêtes de fin d'année, François de Rugy indique, à l'appui du système du boîtier électronique à l'aide duquel les députés votent dans l'hémicycle, que « jamais le taux de présence à l'Assemblée nationale […] n'a été aussi élevé ».

### Président de l'Assemblée nationale

#### Élection de 2017

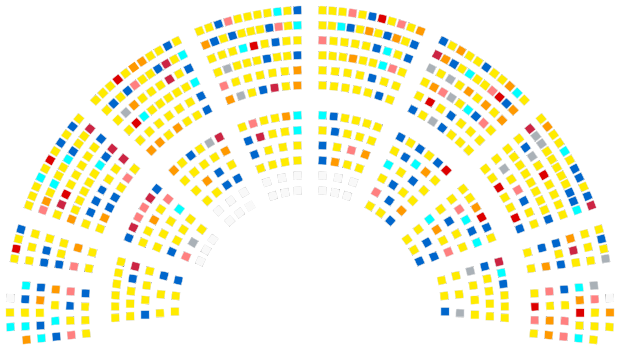
Répartition des députés à l'ouverture de la législature :
LREM (314)
LR (100)
MoDem (47)
LC (35)
NG (31)
LFI (17)
GDR (16)
NI (17)

Le président de l'Assemblée nationale est élu le 27 juin 2017 lors de la séance d'ouverture de la nouvelle législature. Elle est présidée par le doyen d'âge Bernard Brochand (LR), assisté du bureau d'âge, composé des six députés les plus jeunes de l'Assemblée, à savoir Ludovic Pajot (FN), Typhanie Degois, Lénaïck Adam, Pierre Henriet, Bénédicte Peyrol (LREM) et Robin Reda (LR).
Les députés nommés ministres ne peuvent pas participer au scrutin, ni être remplacés par leurs suppléants qui commenceront à siéger seulement à l'issue d'un délai d'un mois après leur nomination au gouvernement, soit le 21 juillet 2017.
Le groupe La République en marche a procédé à une élection du candidat reconnu par le groupe dans la matinée précédant l'élection du président de l'Assemblée nationale.
| François de Rugy     | Première circonscription de la Loire-Atlantique |         | LREM    | 153 |  |  |
| Sophie Errante       | Dixième circonscription de la Loire-Atlantique  |         | LREM    | 59  |  |  |
| Brigitte Bourguignon | Sixième circonscription du Pas-de-Calais        |         | LREM    | 54  |  |  |
| Philippe Folliot     | Première circonscription du Tarn                |         | LREM    | 32  |  |  |
|                      |                                                 |         |         |     |  |  |
| Votants              | Votants                                         | Votants | Votants | 301 |  |  |
| Blancs               | Blancs                                          | Blancs  | Blancs  | 2   |  |  |
| Nuls                 | Nuls                                            | Nuls    | Nuls    | 1   |  |  |

Le scrutin s'est déroulé de 15 h 10 à 16 h 10 le 27 juin 2017. Il n'a fallu qu'un seul tour pour désigner le président de l'Assemblée nationale. Les résultats sont proclamés par Bernard Brochand à 16 h 55. Est ainsi élu François de Rugy à la présidence de l'Assemblée nationale, avec 353 voix favorables.
| Candidat                 | Circonscription                                 | Groupe politique | Groupe politique | Premier tour | Premier tour | Situation |
| Candidat                 | Circonscription                                 | Groupe politique | Groupe politique | Voix         | %            | Situation |
| ------------------------ | ----------------------------------------------- | ---------------- | ---------------- | ------------ | ------------ | --------- |
| François de Rugy         | Première circonscription de la Loire-Atlantique |                  | LREM             | 353          | 65,01        | Élu       |
| Jean-Charles Taugourdeau | Troisième circonscription de Maine-et-Loire     |                  | LR               | 94           | 17,31        |           |
| Laure de la Raudière     | Troisième circonscription d'Eure-et-Loir        |                  | LC               | 34           | 6,26         |           |
| Laurence Dumont          | Deuxième circonscription du Calvados            |                  | NG               | 32           | 5,89         |           |
| Caroline Fiat            | Sixième circonscription de Meurthe-et-Moselle   |                  | LFI              | 30           | 5,53         |           |
|                          |                                                 |                  |                  |              |              |           |
| Inscrits                 | Inscrits                                        | Inscrits         | Inscrits         | 569          | 100,00       |           |
| Votants                  | Votants                                         | Votants          | Votants          | 567          | 99,65        |           |
| Blancs et nuls           | Blancs et nuls                                  | Blancs et nuls   | Blancs et nuls   | 24           | 4,23         |           |
| Exprimés                 | Exprimés                                        | Exprimés         | Exprimés         | 543          | 95,76        |           |

#### Élection de 2018

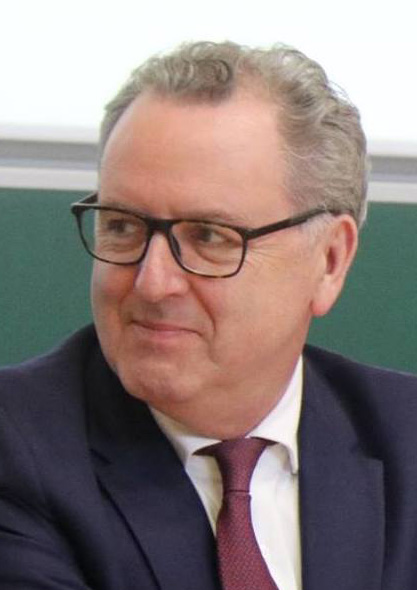
Richard Ferrand, président de l'Assemblée nationale élu.

Nommé le 4 septembre 2018 ministre d'État, ministre de la Transition écologique et solidaire dans le gouvernement Philippe II, François de Rugy quitte la présidence de l'Assemblée nationale, qu'il occupait depuis le début de la législature.
Un nouveau président de l'Assemblée nationale sera élu le 12 septembre 2018. La séance sera présidée par la présidente par intérim, Carole Bureau-Bonnard (LREM), assistée du bureau déjà en place.
Le groupe La République en marche désigne Richard Ferrand comme candidat du groupe le 10 septembre 2018.
| Richard Ferrand  | Sixième circonscription du Finistère |          | LREM     | 187 |  |  |
| Barbara Pompili  | Deuxième circonscription de la Somme |          | LREM     | 85  |  |  |
| Cendra Motin     | Sixième circonscription de l'Isère   |          | LREM     | 15  |  |  |
| Philippe Folliot | Première circonscription du Tarn     |          | LREM     | 4   |  |  |
|                  |                                      |          |          |     |  |  |
| Inscrits         | Inscrits                             | Inscrits | Inscrits | 310 |  |  |
| Votants          | Votants                              | Votants  | Votants  | 299 |  |  |
| Exprimés         | Exprimés                             | Exprimés | Exprimés | 291 |  |  |

| Candidat        | Circonscription                          | Groupe politique | Groupe politique | Premier tour | Premier tour | Situation |
| Candidat        | Circonscription                          | Groupe politique | Groupe politique | Voix         | %            | Situation |
| --------------- | ---------------------------------------- | ---------------- | ---------------- | ------------ | ------------ | --------- |
| Richard Ferrand | Sixième circonscription du Finistère     |                  | LREM             | 254          | 52,47        | Élu       |
| Annie Genevard  | Cinquième circonscription du Doubs       |                  | LR               | 95           | 19,62        |           |
| Marc Fesneau    | Première circonscription de Loir-et-Cher |                  | MoDem            | 86           | 17,76        |           |
| Ericka Bareigts | Première circonscription de La Réunion   |                  | SOC              | 31           | 6,4          |           |
| Mathilde Panot  | Dixième circonscription du Val-de-Marne  |                  | LFI              | 17           | 3,51         |           |
|                 |                                          |                  |                  |              |              |           |
| Inscrits        | Inscrits                                 | Inscrits         | Inscrits         | 569          | 100,00       |           |
| Votants         | Votants                                  | Votants          | Votants          | 505          | 88,75        |           |
| Blancs et nuls  | Blancs et nuls                           | Blancs et nuls   | Blancs et nuls   | 21           | 3,69         |           |
| Exprimés        | Exprimés                                 | Exprimés         | Exprimés         | 484          | 85,06        |           |

### Groupes parlementaires
| Groupe politique                    | Groupe politique                    | Groupe politique                                     | Députés                  | Députés                  | Députés | Président déclaré              | Positionnement déclaré |
| Groupe politique                    | Groupe politique                    | Groupe politique                                     | Membres                  | Apparentés               | Total   | Président déclaré              | Positionnement déclaré |
| ----------------------------------- | ----------------------------------- | ---------------------------------------------------- | ------------------------ | ------------------------ | ------- | ------------------------------ | ---------------------- |
|                                     | LREM                                | La République en marche                              | 262                      | 4                        | 266     | Christophe Castaner            | Majoritaire            |
|                                     | LR                                  | Les Républicains                                     | 92                       | 8                        | 100     | Virginie Duby-Muller (intérim) | Opposition             |
|                                     | MDDA                                | Mouvement démocrate (MoDem) et démocrates apparentés | 53                       | 4                        | 57      | Patrick Mignola                | Minoritaire            |
|                                     | SOC                                 | Socialistes et apparentés                            | 25                       | 3                        | 28      | Valérie Rabault                | Opposition             |
|                                     | AE                                  | Agir ensemble                                        | 22                       | 0                        | 22      | Olivier Becht                  | Minoritaire            |
|                                     | UDI                                 | UDI et indépendants                                  | 19                       | 0                        | 19      | Jean-Christophe Lagarde        | Opposition             |
|                                     | LT                                  | Libertés et territoires                              | 17                       | 1                        | 18      | Bertrand Pancher               | Opposition             |
|                                     | LFI                                 | La France insoumise                                  | 17                       | 0                        | 17      | Mathilde Panot                 | Opposition             |
|                                     | GDR                                 | Gauche démocrate et républicaine                     | 15                       | 0                        | 15      | André Chassaigne               | Opposition             |
| Total de députés membres de groupes | Total de députés membres de groupes | Total de députés membres de groupes                  | 522                      | 20                       | 542     |                                |                        |
|                                     | Députés non-inscrits                | Députés non-inscrits                                 | Députés non-inscrits     | Députés non-inscrits     | 25      |                                |                        |
| Total des sièges pourvus            | Total des sièges pourvus            | Total des sièges pourvus                             | Total des sièges pourvus | Total des sièges pourvus | 567     |                                |                        |
| Sièges vacants                      | Sièges vacants                      | Sièges vacants                                       | Sièges vacants           | Sièges vacants           | 10      |                                |                        |

- Le groupe La République en marche (LREM). Il comprenait à l'ouverture de la législature 309 membres et 5 apparentés, soit 301 députés de La République en marche, 4 députés du Parti radical de gauche, 3 députés du Parti écologiste, 2 députés du Parti socialiste, 1 député de l'Alliance centriste, 1 député d'Europe Écologie Les Verts, 1 député du Mouvement démocrate, 1 député du Mouvement des progressistes, 1 député divers gauche et 2 députés sans étiquette. Le groupe a été officiellement fondé le 27 juin 2017 et est actuellement présidé par Sylvain Maillard. C'est de ce groupe qu'est notamment issu le président de l'Assemblée nationale ;
- Le groupe Les Républicains (LR). Il comprenait à l'ouverture de la législature 95 membres et 5 apparentés, soit 95 députés Les Républicains et 5 députés divers droite. Le groupe, fondé le 25 juin 2002 sous la XIIe législature, est actuellement présidé par Damien Abad ;
- Le groupe du Mouvement démocrate et apparentés (MoDem). Il comprenait à l'ouverture de la législature 43 membres et 4 apparentés, soit 41 députés du Mouvement démocrate, 3 députés de La République en marche, 2 députés divers gauche et 1 député sans étiquette. Le groupe a été officiellement fondé le 27 juin 2017 et est actuellement présidé par Patrick Mignola ;
- Le groupe UDI et indépendants (UDI), anciennement Les Constructifs : républicains, UDI, indépendants (LC) puis UDI, Agir et indépendants (UAI). Il comprenait à l'ouverture de la législature 34 membres et 1 apparenté, soit 16 députés de l'Union des démocrates et indépendants, 12 députés Les Républicains, 2 députés Calédonie ensemble, 2 députés Tapura Huiraatira, 2 députés divers droite et 1 député divers gauche. Le groupe a été officiellement fondé le 27 juin 2017 et est présidé à partir de novembre 2017 par Jean-Christophe Lagarde. À noter que la composition partisane du groupe évolue beaucoup à la fin de l'année 2017 à la suite de la recomposition du paysage politique : certains députés républicains fondent en novembre 2017 un nouveau parti nommé Agir, ce qui provoque d'ailleurs la modification du nom du groupe. La recomposition touche également l'UDI, plusieurs composantes membres du parti centriste décident de se retirer de la fédération comme Les Centristes et le Parti radical. Après les élections européennes de 2019, où le parti Agir figurait sur la liste de la majorité, le groupe UAI décide de retirer le terme « Agir » de son nom et de devenir le groupe UDI et indépendants[28], appellation qui, après un bref retour du terme « Agir » dans le nom du groupe, deviendra définitive le 26 mai 2020 à la suite du départ des 9 députés Agir du groupe.
- Le groupe Socialistes et apparentés (SOC). Il comprenait à l'ouverture de la législature 28 membres et 3 apparentés, soit 28 députés du Parti socialiste, 1 député du Mouvement républicain et citoyen, 1 député du Parti progressiste martiniquais et 1 député divers gauche. Le groupe, existant depuis la VIe de la IIIe République, est actuellement présidé par Valérie Rabault. D'abord nommé groupe « Nouvelle Gauche », il est renommé « Socialistes et apparentés » à la rentrée parlementaire de 2018[29].
- Le groupe La France insoumise (LFI). Il comprenait à l'ouverture de la législature 17 membres, soit 17 députés La France insoumise, 8 députés du Parti de gauche, 2 députés d'Ensemble !, 1 député Rézistan's Égalité 974, 1 député Picardie debout et 1 député du Parti communiste français. Le groupe a été officiellement fondé le 27 juin 2017 et est actuellement présidé par Jean-Luc Mélenchon ;
- Le groupe de la Gauche démocrate et républicaine (GDR). Il comprenait à l'ouverture de la législature 16 membres, soit 11 députés du Parti communiste français, 1 députée de Pour La Réunion, 1 député du Mouvement indépendantiste martiniquais, 1 député du Parti socialiste guyanais, 1 député Tavini Huiraatira et 1 député divers gauche. Le groupe, fondé le 26 juin 2007 sous la XIIIe législature, est actuellement présidé par André Chassaigne.
- Le groupe Libertés et territoires (LT). Créé le 17 octobre 2018, il comprenait 16 membres, soit 5 députés du Mouvement radical, social et libéral (MRSL), 3 de Pè a Corsica (PàC), 3 divers gauche (DVG), 2 Les Centristes (LC), 1 divers droite (DVD), 1 du Front démocrate (FD) et 1 de l'Union des démocrates et indépendants (UDI). Le groupe est actuellement co-présidé par Sylvia Pinel et Bertrand Pancher, ce dernier siégeant à la Conférence des Présidents.
- Le groupe Agir ensemble (AE). Créé le 26 mai 2020, il comprenait 17 membres, soit 9 d'Agir, 4 de La République en marche (LREM), 2 du Mouvement radical et 2 sans étiquette, élues sous l'étiquette LREM. Le groupe est actuellement présidé par Olivier Becht.

23 députés sont non-inscrits, au 22 janvier 2022.
Anciens groupes parlementaires sous la législature :
- Le groupe Écologie démocratie solidarité (EDS). Créé le 19 mai 2020, il comprenait 17 membres, dont 16 issus de l'aile gauche la République en marche, dont 1 membre du Mouvement des progressistes, et 1 de Génération écologie. Le groupe était co-présidé par Paula Forteza et Matthieu Orphelin. À la suite de la perte de trois membres en l’espace de deux mois le groupe ne compte plus que 14 députés et est dissous le 17 octobre 2020.

|                  | Groupe | Groupe | Groupe | Groupe | Groupe | Groupe | Groupe | Groupe | Groupe | Groupe | Non inscrits | Vacant |
| GDR              | LFI    | SOC    | EDS    | LT     | LREM   | MoDem  | AE     | UDI    | LR     |        | Non inscrits | Vacant |
| ---------------- | ------ | ------ | ------ | ------ | ------ | ------ | ------ | ------ | ------ | ------ | ------------ | ------ |
|                  |        |        |        |        |        |        |        |        |        |        | Non inscrits | Vacant |
| 1er juillet 2017 | 16     | 17     | 31     | -      | -      | 314    | 47     | -      | 35     | 100    | 17           | 0      |
| 1er octobre 2017 | 16     | 17     | 31     | -      | -      | 313    | 47     | -      | 35     | 100    | 18           | 0      |
| 1er janvier 2018 | 16     | 17     | 30     | -      | -      | 312    | 47     | -      | 34     | 98     | 18           | 5      |
| 1er avril 2018   | 16     | 17     | 31     | -      | -      | 311    | 47     | -      | 32     | 102    | 19           | 2      |
| 1er juillet 2018 | 16     | 17     | 30     | -      | -      | 312    | 47     | -      | 32     | 102    | 21           | 0      |
| 1er octobre 2018 | 16     | 17     | 30     | -      | -      | 311    | 46     | -      | 32     | 104    | 21           | 0      |
| 1er janvier 2019 | 16     | 17     | 29     | -      | 16     | 308    | 46     | -      | 28     | 104    | 13           | 0      |
| 1er avril 2019   | 16     | 17     | 29     | -      | 16     | 306    | 46     | -      | 29     | 104    | 14           | 0      |
| 1er juillet 2019 | 16     | 17     | 29     | -      | 18     | 304    | 46     | -      | 28     | 104    | 15           | 0      |
| 1er octobre 2019 | 16     | 17     | 29     | -      | 19     | 304    | 46     | -      | 28     | 104    | 13           | 1      |
| 1er janvier 2020 | 16     | 17     | 29     | -      | 19     | 303    | 46     | -      | 27     | 104    | 15           | 1      |
| 1er avril 2020   | 16     | 17     | 30     | -      | 20     | 297    | 46     | -      | 27     | 104    | 20           | 0      |
| 1er juillet 2020 | 16     | 17     | 28     | 17     | 18     | 281    | 46     | 17     | 19     | 104    | 12           | 2      |
| 1er octobre 2020 | 16     | 17     | 30     | 15     | 16     | 271    | 56     | 19     | 17     | 104    | 12           | 4      |
| 1er janvier 2021 | 16     | 17     | 29     | -      | 17     | 270    | 57     | 21     | 19     | 105    | 24           | 2      |
| 1er avril 2021   | 16     | 17     | 29     | -      | 18     | 269    | 58     | 21     | 18     | 104    | 23           | 4      |
| 1er juillet 2021 | 16     | 17     | 29     | -      | 18     | 271    | 58     | 21     | 19     | 105    | 21           | 2      |
| 1er octobre 2021 | 15     | 17     | 29     | -      | 17     | 269    | 57     | 22     | 19     | 103    | 22           | 7      |
| 1er janvier 2022 | 15     | 17     | 29     | -      | 18     | 268    | 57     | 22     | 19     | 103    | 22           | 7      |

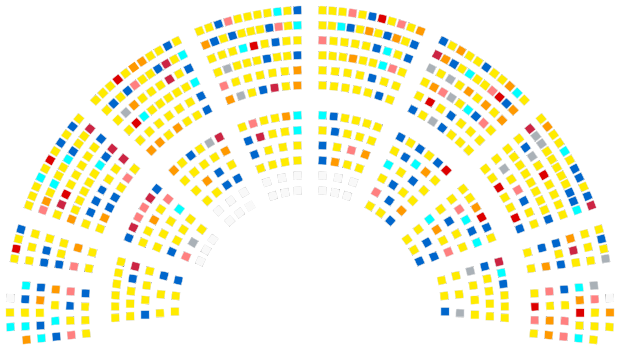
Au 21 juin 2017.
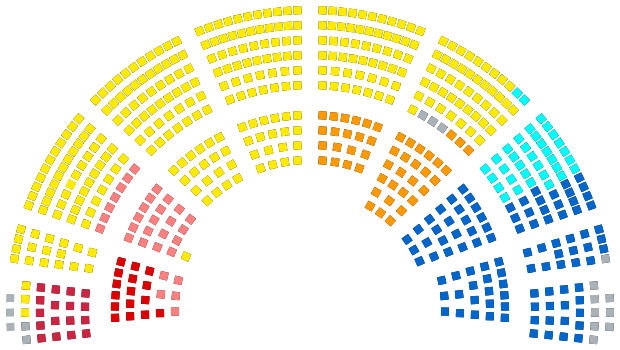
Au 4 juillet 2017.
Au 30 novembre 2017.
Au 29 novembre 2018.
Au 20 janvier 2020.

### Bureau de l'Assemblée nationale
|                 |           |                                             |                                                    |        |  |  |
| Fonction        | Titulaire | Titulaire                                   | Circonscription                                    | Groupe |  |  |
| Président       |           | Richard Ferrand                             | Sixième circonscription du Finistère               | LREM   |  |  |
| Vice-présidents |           | Annie Genevard à partir de novembre 2017    | Cinquième circonscription du Doubs                 | LR     |  |  |
| Vice-présidents |           | Hugues Renson                               | Treizième circonscription de Paris                 | LREM   |  |  |
| Vice-présidents |           | Laetitia Saint-Paul à partir d'octobre 2019 | Quatrième circonscription de Maine-et-Loire        | LREM   |  |  |
| Vice-présidents |           | Sylvain Waserman                            | Deuxième circonscription du Bas-Rhin               | MoDem  |  |  |
| Vice-présidents |           | Marc Le Fur à partir de novembre 2017       | Troisième circonscription des Côtes-d'Armor        | LR     |  |  |
| Vice-présidents |           | David Habib à partir d'octobre 2019         | Troisième circonscription des Pyrénées-Atlantiques | SOC    |  |  |
| Questeurs       |           | Florian Bachelier                           | Huitième circonscription d'Ille-et-Vilaine         | LREM   |  |  |
| Questeurs       |           | Laurianne Rossi                             | Onzième circonscription des Hauts-de-Seine         | LREM   |  |  |
| Questeurs       |           | Éric Ciotti depuis janvier 2018             | Première circonscription des Alpes-Maritimes       | LR     |  |  |
| Secrétaires     |           | Clémentine Autain depuis octobre 2020       | Onzième circonscription de la Seine-Saint-Denis    | LFI    |  |  |
| Secrétaires     |           | Annie Chapelier depuis octobre 2020         | Quatrième circonscription du Gard                  | AE     |  |  |
| Secrétaires     |           | Frédérique Dumas depuis octobre 2020        | Treizième circonscription des Hauts-de-Seine       | LT     |  |  |
| Secrétaires     |           | Yannick Favennec-Bécot depuis octobre 2019  | Troisième circonscription de la Mayenne            | UDI    |  |  |
| Secrétaires     |           | Véronique Hammerer depuis octobre 2019      | Onzième circonscription de la Gironde              | LREM   |  |  |
| Secrétaires     |           | Patricia Lemoine depuis janvier 2021        | Cinquième circonscription de Seine-et-Marne        | AE     |  |  |
| Secrétaires     |           | Jean François Mbaye depuis octobre 2019     | Deuxième circonscription du Val-de-Marne           | LREM   |  |  |
| Secrétaires     |           | Sophie Mette                                | Neuvième circonscription de la Gironde             | MoDem  |  |  |
| Secrétaires     |           | Pierre Morel-À-L'Huissier                   | Circonscription de la Lozère                       | UDI    |  |  |
| Secrétaires     |           | Rémy Rebeyrotte depuis octobre 2019         | Troisième circonscription de Saône-et-Loire        | LREM   |  |  |
| Secrétaires     |           | Gabriel Serville                            | Première circonscription de la Guyane              | GDR    |  |  |
| Secrétaires     |           | Bertrand Sorre depuis octobre 2019          | Deuxième circonscription de la Manche              | LREM   |  |  |

#### Installation du bureau

Composition du Bureau de l'Assemblée nationale au 21 juin 2022

Le Bureau de l'Assemblée nationale pour la nouvelle législature s'installe durant la deuxième séance de la législature, dans la nuit du mercredi 28 juin au jeudi 29 juin 2017. Des scrutins sont organisés pour les élections des vice-présidents et des questeurs.
Pour la nomination des questeurs, quatre candidatures pour trois places sont connues. Il doit donc être organisé un vote à trois tours. Lors des deux premiers tours, doivent être élus, dans l'ordre des suffrages, ceux ayant obtenu la majorité des suffrages exprimés. Au troisième tour, seule la majorité relative suffit, le plus âgé étant nommé en cas d'égalité. Dans un tour de scrutin, chaque député peut voter pour au plus autant de candidats qu'il y a de places restant à pourvoir (ici trois au maximum).
La situation inédite de cette nomination par vote suscite l'agacement des députés du groupe Les Républicains : leur candidat Éric Ciotti n'a que peu de chance d'être élu face au plus modéré Thierry Solère, du groupe Les Constructifs, qu'ils considèrent comme un « candidat de la majorité ». Habituellement, deux députés de la majorité et un député de l'opposition sont en effet nommés à la questure. Sont élus Florian Bachelier, Laurianne Rossi et Thierry Solère.
| Candidat          | Groupe politique | Groupe politique | Premier tour | Premier tour | Situation |
| Candidat          | Groupe politique | Groupe politique | Voix         | %            | Situation |
| ----------------- | ---------------- | ---------------- | ------------ | ------------ | --------- |
| Florian Bachelier |                  | LREM             | 378          | 75,30        | Nommés    |
| Laurianne Rossi   |                  | LREM             | 378          | 75,30        | Nommés    |
| Thierry Solère    |                  | LC               | 306          | 60,96        | Nommés    |
| Éric Ciotti       |                  | LR               | 146          | 29,08        |           |
|                   |                  |                  |              |              |           |
| Votants           | Votants          | Votants          | 530          | 92,01        |           |
| Blancs et nuls    | Blancs et nuls   | Blancs et nuls   | 28           | 5,28         |           |
| Exprimés          | Exprimés         | Exprimés         | 502          | 94,71        |           |
| Autres suffrages  | Autres suffrages | Autres suffrages | 4            | 0,80         |           |

Pour la nomination des vice-présidents, dix candidatures pour six places sont connues. Le consensus n'ayant pas été trouvé, comme pour la nomination des questeurs, il est nécessaire d'organiser un scrutin. A 00:30, sont élus Carole Bureau-Bonnard, Hugues Renson, Danielle Brulebois, Sacha Houlié, Sylvain Waserman et Cendra Motin.
| Candidat              | Groupe politique | Groupe politique | Premier tour | Premier tour | Situation |
| Candidat              | Groupe politique | Groupe politique | Voix         | %            | Situation |
| --------------------- | ---------------- | ---------------- | ------------ | ------------ | --------- |
| Carole Bureau-Bonnard |                  | LREM             | 295          | 87,02        | Nommés    |
| Hugues Renson         |                  | LREM             | 293          | 86,43        | Nommés    |
| Danielle Brulebois    |                  | LREM             | 291          | 85,84        | Nommés    |
| Sacha Houlié          |                  | LREM             | 287          | 84,67        | Nommés    |
| Sylvain Waserman      |                  | MoDem            | 281          | 82,89        | Nommés    |
| Cendra Motin          |                  | LREM             | 280          | 82,60        | Nommés    |
| Jean Lassalle         |                  | NI               | 36           | 10,62        |           |
| Mathilde Panot        |                  | LFI              | 26           | 7,67         |           |
| Yves Jégo             |                  | LC               | 24           | 7.08         |           |
| Gabriel Serville      |                  | GDR              | 6            | 1,77         |           |
|                       |                  |                  |              |              |           |
| Votants               | Votants          | Votants          | 355          | 61.53        |           |
| Blancs et nuls        | Blancs et nuls   | Blancs et nuls   | 16           | 4,51         |           |
| Exprimés              | Exprimés         | Exprimés         | 339          | 95,49        |           |

Pour la nomination des secrétaires, il est constaté qu'il n'y a pas plus de candidats que de places à pourvoir et qu'un consensus est donc trouvé.

#### Anciens membres du bureau
| Fonction        | Titulaire | Titulaire                                         | Circonscription                                  | Groupe       |
| --------------- | --------- | ------------------------------------------------- | ------------------------------------------------ | ------------ |
| Vice-présidents |           | Carole Bureau-Bonnard jusqu'en septembre 2019     | Sixième circonscription de l'Oise                | LREM         |
| Vice-présidents |           | Danielle Brulebois jusqu'en novembre 2017         | Première circonscription du Jura                 | LREM         |
| Vice-présidents |           | Sacha Houlié jusqu'en janvier 2018                | Deuxième circonscription de la Vienne            | LREM         |
| Vice-présidents |           | Cendra Motin jusqu'en novembre 2017               | Sixième circonscription de l'Isère               | LREM         |
| Vice-présidents |           | Yves Jégo de janvier 2018 jusqu'en juillet 2018   | Troisième circonscription de Seine-et-Marne      | UAI          |
| Vice-présidents |           | Maurice Leroy de juillet 2018 à janvier 2019      | Troisième circonscription de Loir-et-Cher        | UAI          |
| Vice-présidents |           | Francis Vercamer de janvier 2019 à septembre 2019 | Septième circonscription du Nord                 | UAI          |
| Questeurs       |           | Thierry Solère jusqu'en janvier 2018              | Neuvième circonscription des Hauts-de-Seine      | LC puis LREM |
| Secrétaires     |           | Lénaïck Adam jusqu'en décembre 2017               | Deuxième circonscription de la Guyane            | LREM         |
| Secrétaires     |           | Ramlati Ali jusqu'en janvier 2018                 | Première circonscription de Mayotte              | LREM         |
| Secrétaires     |           | Marie Lebec de janvier à mars 2018                | Quatrième circonscription des Yvelines           | LREM         |
| Secrétaires     |           | Stéphanie Do                                      | Dixième circonscription de Seine-et-Marne        | LREM         |
| Secrétaires     |           | Bérangère Abba                                    | Première circonscription de la Haute-Marne       | LREM         |
| Secrétaires     |           | Sophie Auconie                                    | Troisième circonscription d'Indre-et-Loire       | UDI          |
| Secrétaires     |           | Alexis Corbière                                   | Septième circonscription de la Seine-Saint-Denis | LFI          |
| Secrétaires     |           | Bérangère Couillard                               | Septième circonscription de la Gironde           | LREM         |
| Secrétaires     |           | Laure de La Raudière jusqu'en janvier 2021        | Troisième circonscription d'Eure-et-Loir         | AE           |

### Présidences de commissions
| Commission législative                                                                                     | Président | Président | Groupe |
| --- | --------- | --- | ------ |
| Commission des Affaires culturelles et de l'Éducation                                                      |           | Bruno Studer | LREM   |
| Commission des Affaires économiques                                                                        |           | Roland Lescure | LREM   |
| Commission des Affaires étrangères                                                                         |           | Marielle de Sarnez (jusqu'au 13 janvier 2021) Jean-Louis Bourlanges (à partir du 27 janvier 2021)                                        | MoDem  |
| Commission des Affaires sociales                                                                           |           | Brigitte Bourguignon (jusqu'au 22 juillet 2020) Fadila Khattabi (à partir du 22 juillet 2020)                                            | LREM   |
| Commission de la Défense nationale et des Forces armées                                                    |           | Françoise Dumas | LREM   |
| Commission du Développement durable et de l'Aménagement du territoire                                      |           | Barbara Pompili (jusqu'au 15 juillet 2020) Véronique Riotton (par intérim) Laurence Maillart-Méhaignerie (à partir du 10 septembre 2020) | LREM   |
| Commission des Finances, de l'Économie générale et du Contrôle budgétaire                                  |           | Éric Woerth | LREM   |
| Commission des Lois constitutionnelles, de la Législation et de l'Administration générale de la République |           | Yaël Braun-Pivet | LREM   |
| Commission non législative                                                                                 | Président | Président | Groupe |
| Commission des Affaires européennes                                                                        |           | Sabine Thillaye | MoDem  |

#### Autres délégations
- Marie-Pierre Rixain préside la délégation aux droits des femmes et à l'égalité des chances entre les hommes et les femmes[36] ;
- Olivier Serva préside la délégation aux outre-mer[37] ;
- Jean-René Cazeneuve préside la délégation aux collectivités territoriales et à la décentralisation[38] ;
- Françoise Dumas préside le délégation parlementaire au renseignement.

## Travail parlementaire

### Historique des sessions
Le Parlement se réunit de quatre façons différentes : en session ordinaire, en session extraordinaire, en session de plein droit et en Congrès.
Les sessions ordinaires, conformément à l'article 28 de la Constitution, « commence[nt] le premier jour ouvrable d'octobre et pren[nent] fin le dernier jour ouvrable de juin ». Elles sont ainsi autonomes dans leur organisation.
Les sessions extraordinaires sont, quant à elles, réunies sur demande du Premier ministre ou de la majorité des députés. Elles sont convoquées et closes par décret du Président de la République, et portent sur un ordre du jour précis. Elles ont généralement lieu en juillet et en septembre.
Les sessions de plein droit se déroulent dans des situations particulières telles que l'application des pouvoirs exceptionnels prévus à l'article 16 de la Constitution ou lorsque la première réunion de la nouvelle Assemblée nationale élue à l'issue d'une dissolution doit se tenir en dehors d'une session ordinaire. Ces sessions se réunissent de plein droit, sans convocation du Président de la République. 
Le Congrès est le nom donné à la réunion de l'Assemblée nationale et du Sénat au sein d'un même hémicycle : la Salle du Congrès du Château de Versailles. Le Congrès peut être convoqué pour les révisions constitutionnelles en application de l'article 89 de la Constitution ou pour une déclaration du Président de la République en application du troisième alinéa de l'article 18 de la Constitution. À l'instar des sessions extraordinaires, les Congrès sont convoqués par décret du Président de la République sur un ordre du jour donné.
La XVe législature a compté six sessions ordinaires, onze sessions extraordinaires et deux réunions du Parlement en Congrès, soit un total de dix-neuf sessions différentes.
| Session                                           | Dates                             | Séances             | Séances | Décrets d'ouverture et de clôture | Faits notables |
| Session                                           | Dates                             | Assemblée nationale | Sénat   | Décrets d'ouverture et de clôture | Faits notables |
| ------------------------------------------------- | --------------------------------- | ------------------- | ------- | --- | --- |
| Session ordinaire                                 | 27 juin 2017 - 30 juin 2017       | 2                   | 0       | / | - François de Rugy est élu président de l'Assemblée nationale le 27 juin ; - le bureau de l'Assemblée nationale est installé. |
| Congrès (article 18, alinéa 3 de la Constitution) | 3 juillet 2017                    | 1                   | 1       | « Décret du 28 juin 2017 réunissant le Congrès par application de l'article 18 de la Constitution »                                                                                  | - déclaration du président de la République Emmanuel Macron. |
| Session extraordinaire                            | 4 juillet - 9 août 2017           | 33                  | 16      | « Décret du 28 juin 2017 portant convocation du Parlement en session extraordinaire » « Décret du 9 août 2017 portant clôture de la session extraordinaire du Parlement »            | - déclaration de politique générale du gouvernement le 4 juillet ; - adoption de la loi prorogeant l'état d'urgence le 6 juillet ; - adoption des lois de confiance dans la vie politique le 9 août.                                                                                        |
| Session extraordinaire                            | 25 - 28 septembre 2017            | 8                   | 0       | « Décret du 7 septembre 2017 portant convocation du Parlement en session extraordinaire » « Décret du 28 septembre 2017 portant clôture de la session extraordinaire du Parlement »  | - élections sénatoriales du 24 septembre ; - 1re lecture du projet de loi de finances pour 2018, le 27 septembre. |
| Session ordinaire                                 | 2 octobre 2017 - 29 juin 2018     | 293                 | 105     | / | - renouvellement du Sénat ; - Gérard Larcher est réélu président du Sénat le 2 octobre ; - le bureau du Sénat est installé ; - nouvelle lecture du projet de loi de finances pour 2018, le 12 décembre ; - adoption de la loi de finances pour 2018, en lecture définitive, le 21 décembre. |
| Session extraordinaire                            | 3 juillet - 1er août 2018         | 44                  | 19      | « Décret du 18 juin 2018 portant convocation du Parlement en session extraordinaire » « Décret du 1er août 2018 portant clôture de la session extraordinaire du Parlement »          | - examen du projet de loi constitutionnelle (suspendu). |
| Congrès (article 18, alinéa 3 de la Constitution) | 9 juillet 2018                    | 1                   | 1       | « Décret du 18 juin 2018 réunissant le Congrès par application de l'article 18 de la Constitution »                                                                                  | - déclaration du président de la République Emmanuel Macron. |
| Session extraordinaire                            | 12 - 28 septembre 2018            | 23                  | 1       | « Décret du 27 août 2018 portant convocation du Parlement en session extraordinaire » « Décret du 28 septembre 2018 portant clôture de la session extraordinaire du Parlement »      | - Richard Ferrand est élu président de l'Assemblée nationale. |
| Session ordinaire                                 | 1er octobre 2018 - 28 juin 2019   | 296                 | 110     | / | - projet de loi de finances pour 2019. - vote de confiance au gouvernement par l'Assemblée nationale le 12 juin (confiance accordée). - vote de confiance au gouvernement par le Sénat le 13 juin (confiance non-accordée).                                                                 |
| Session extraordinaire                            | 1er - 25 juillet 2019             | 21                  | 11      | « Décret du 17 juin 2019 portant convocation du Parlement en session extraordinaire » « Décret du 25 juillet 2019 portant clôture de la session extraordinaire du Parlement »        | / |
| Session extraordinaire                            | 10 - 27 septembre 2019            | 18                  | 4       | « Décret du 21 août 2019 portant convocation du Parlement en session extraordinaire » « Décret du 27 septembre 2019 portant clôture de la session extraordinaire du Parlement »      | / |
| Session ordinaire                                 | 1er octobre 2019 - 30 juin 2020   | 254                 | 99      | / | / |
| Session extraordinaire                            | 1er - 31 juillet 2020             | 30                  | 11      | « Décret du 15 juin 2020 portant convocation du Parlement en session extraordinaire »« Décret du 31 juillet 2020 portant clôture de la session extraordinaire du Parlement »         | Déclaration de politique générale du gouvernement à l'Assemblée nationale le 15 juillet 2020 (confiance accordée) Déclaration suivie d'un débat au Sénat le 16 juillet 2020. |
| Session extraordinaire                            | 15 - 30 septembre 2020            | 18                  | 0       | « Décret du 24 août 2020 portant convocation du Parlement en session extraordinaire »« Décret du 30 septembre 2020 portant clôture de la session extraordinaire du Parlement »       | Élections sénatoriales le 27 septembre |
| Session ordinaire                                 | 1er octobre 2020 - 30 juin 2021   | 325                 | 118     | / | Renouvellement du Sénat ; Gérard Larcher est réélu président du Sénat le 1er octobre |
| Session extraordinaire                            | 1er - 25 juillet 2021             | 20                  | 16      | « Décret du 14 juin 2021 portant convocation du Parlement en session extraordinaire »« Décret du 25 juillet 2021 portant clôture de la session extraordinaire du Parlement »         | Vote du projet de loi relatif à la gestion de la crise sanitaire (pass sanitaire, vaccination obligatoire des soignants, isolement) |
| Session extraordinaire                            | 7 - 9 septembre 2021              | 1                   | 1       | « Décret du 1er septembre 2021 portant convocation du Parlement en session extraordinaire »« Décret du 9 septembre 2021 portant clôture de la session extraordinaire du Parlement »  | Prorogation de l'état d'urgence sanitaire en outre-mer |
| Session extraordinaire                            | 20 - 30 septembre 2021            | 8                   | 7       | « Décret du 1er septembre 2021 portant convocation du Parlement en session extraordinaire »« Décret du 30 septembre 2021 portant clôture de la session extraordinaire du Parlement » | |
| Session ordinaire                                 | 1er octobre 2021 - 21 juin 2022 * | 168                 | 66      | / | |

* Les travaux parlementaires de la XVe législature, à l'Assemblée nationale comme au Sénat, sont suspendus à compter du 25 février 2022 en raison de la campagne pour l'élection présidentielle. Malgré cette suspension, deux séances supplémentaires ont été ajoutées en mars sur la situation en Ukraine. La XVe législature se clôt le 21 juin 2022, tandis que la session ordinaire se poursuit jusqu'au 30 juin 2022.

### Principales lois adoptées
Fin 2017, les députés ont procédé à 354 votes ; au total, 63 textes ont été examinés et 29 textes de loi ont été définitivement adoptés.
Liste non exhaustive des principales lois adoptées sous la XVe législature :
- Loi du 11 juillet 2017 relative à la sixième prorogation de l'état d'urgence[48]
- Lois ordinaire et organique du 15 septembre 2017 pour la confiance dans la vie politique (dite « loi pour la moralisation de la vie publique »)
- Loi du 30 octobre 2017 renforçant la sécurité intérieure et la lutte contre le terrorisme (dite « loi SILT »)
- Ordonnances de 2017 visant à réformer le code du travail (dite « loi Pénicaud »)
- Loi du 10 août 2018 pour un État au service d'une société de confiance (dite « loi ESSOC »)
- Loi du 10 septembre 2018 pour une immigration maîtrisée, un droit d'asile effectif et une intégration réussie (dite « loi asile et immigration »)
- Loi du 30 octobre 2018 relative à l'agriculture et à l'alimentation (dite « loi EGalim »)
- Loi du 23 novembre 2018 portant évolution du logement, de l'aménagement et du numérique (dite « loi ÉLAN »)
- Loi du 22 décembre 2018 relative à la lutte contre la manipulation de l'information (dite « loi fake news »)
- Loi du 10 avril 2019 visant à renforcer et garantir le maintien de l’ordre public lors des manifestations (dite « loi anti-casseurs »)
- Loi du 22 mai 2019 relative à la croissance et la transformation des entreprises (dite « loi PACTE »)
- Loi du 26 juillet 2019 pour une école de la confiance (dite « loi Blanquer »)
- Loi du 24 juin 2020 visant à lutter contre les contenus haineux sur internet (dite « loi Avia »)
- Loi du 24 décembre 2020 de programmation de la recherche pour les années 2021 à 2030 (dite « loi recherche » ou « LPR »)
- Loi du 25 mai 2021 pour une sécurité globale préservant les libertés (dite « loi sécurité globale »)
- Loi du 2 août 2021 relative à la bioéthique (dite « loi bioéthique »)
- Loi du 5 août 2021 relative à la gestion de la crise sanitaire (dite « loi sur l'extension du pass sanitaire »)
- Loi du 22 août 2021 portant lutte contre le dérèglement climatique (dite « loi climat et résilience », issue des travaux de la Convention citoyenne pour le climat d'octobre 2019)
- Loi du 24 août 2021 confortant le respect des principes de la République (dite « loi contre le séparatisme »)
- Loi du 22 décembre 2021 pour la confiance dans l'institution judiciaire (dite « loi Dupond-Moretti »)
- Loi du 21 février 2022 relative à la différenciation, la décentralisation, la déconcentration et portant diverses mesures de simplification de l'action publique locale (dite « loi 3DS »)

### Prises à partie des députés
En août 2019, 121 députés ont été « visés par des actes malveillants » selon Le Figaro, soit un député sur cinq.
Début 2022, lors des débats à l'Assemblée nationale sur le projet de loi visant à transformer le passe sanitaire en passe vaccinal, de nombreuses menaces et agressions ont proliféré à l'encontre des députés, notamment issus de la majorité présidentielle qui défendait ce projet de loi. Le Monde note qu'elles sont toutefois « difficiles à quantifier, faute de remontées systématiques ». Parmi l'ensemble des actes malveillants commis, on peut souligner l'incendie survenu le 29 décembre 2021 du garage personnel du député LREM de la 3e circonscription de l'Oise Pascal Bois, situé à Chambly, ainsi que des « inscriptions hostiles […] taguées sur un mur d’enceinte de son domicile. », ou encore la réception par la députée de la 7e circonscription de la Seine-Maritime et porte-parole du parti Horizons Agnès Firmin-Le Bodo d'un « courriel contenant des menaces de décapitation ». Des plaintes ont été déposées par plusieurs députés, comme Jacques Krabal, député de la 5e circonscription de l'Aisne, ou Ludovic Mendes, député de la 2e circonscription de la Moselle.